# مايك جاتو
مايك جاتو (بالإنجليزية: Mike Gatto)‏ هو محامي وسياسي أمريكي، ولد في 19 أكتوبر 1974 في لوس أنجلوس في الولايات المتحدة. حزبياً، نشط في الحزب الديمقراطي. وقد انتخب عضو جمعية ولاية كاليفورنيا.

## وصلات خارجية
- الموقع الرسمي